# (16063) 1999 NV36
A (16063) 1999 NV36 a Naprendszer kisbolygóövében található aszteroida. A LINEAR projekt keretében fedezték fel 1999. július 14-én.